# Lexington (Pferd)
Lexington (* 17. März 1850 in Lexington, Fayette County, Kentucky; † 1. Juli 1875 in Wallace, Woodford County, Kentucky) war ein Rennpferd und der erfolgreichste Zuchthengst in der zweiten Hälfte des 19. Jahrhunderts in den USA.

## Leben
Der Hengst wurde von Dr. Elisha Warfield, einem der Gründer des Kentucky Association Race Track, gezüchtet und trug zunächst den Namen Darley nach dem berühmten Hengst Darley Arabian. Er startete zunächst für Warfield und dessen Partner Burbridge und wurde nach seinen ersten beiden Rennen zu einem Preis von 2 500 Dollar verkauft. Sein nächster Besitzer, Richard Ten Broeck, gab dem Pferd den neuen Namen Lexington und ließ es in Natchez (Mississippi) trainieren, um es fürs Great State Post Stakes von 1854 vorzubereiten. Lexington gewann dieses Rennen überlegen.
Am 2. April 1855 stellte er auf dem Metaire Course in New Orleans einen Rekord auf einer Strecke von vier Meilen auf. Insgesamt nahm Lexington nur an sieben Rennen teil, von denen er sechs gewann und eines als Zweiter beendete. Seine Rennkarriere musste 1855 beendet werden, weil er, wie es schon seinem Vater geschehen war, erblindete. Daher wurde er später als Zuchthengst verwendet. Bis 1858 stand er auf der Nantura Stock Farm von John Harper in Midway (Kentucky). Dann wurde er für 15 000 Dollar – einen bis zu diesem Zeitpunkt noch nie erreichten Verkaufspreis für ein amerikanisches Pferd – an R. A. Alexander verkauft und kam auf die Woodburn-Farm. Von 1861 bis 1874 war er Leading Sire in den USA, ebenso 1876 und 1878. Er starb an einem Katarrh.

## Nachkommen
Zu Lexingtons Nachkommen zählte Preakness, nach dem ein Rennen auf der Pimlico-Rennbahn, die Preakness Stakes, benannt ist. 15 der ersten 25 Sieger im Kentucky Derby waren Nachkommen Lexingtons und neun der ersten 15 Sieger im Travers Stakes ebenso. Darunter waren Kentucky, der das Rennen 1864 gewann, und Duke of Magenta, der Sieger von 1878. Duke of Magenta gewann auch das Withers Stakes, das Preakness Stakes und das Belmont Stakes. Das Preakness Stakes wurde auch von Lexingtons Nachkommen Tom Ochiltree und Shirley gewonnen. Weitere wichtige Abkömmlinge Lexingtons waren Asteroid, Norfolk, Harry Bassett und Sultana.
Möglicherweise hätten noch weitere Abkömmlinge Lexingtons Rennerfolge verbuchen können, doch wurden zahlreiche Pferde während des Bürgerkriegs von der Armee requiriert und kamen in den Kämpfen um. Zusätzlich wurde Woodburn Farm von den Nordstaatlern eingenommen, die viele Pferde von dort mit sich nahmen. Auch Lexington war nach manchen Quellen unter diesen Tieren und befand sich bis zum Kriegsende in Illinois und konnte dann zurückkehren.

## Verbleib
Nach seinem Tod am 1. Juli 1875 auf der Woodburn-Farm im Woodford County in Kentucky wurde er in einem Sarg vor seinem Stall begraben. Drei Jahre später schenkte sein letzter Besitzer, A. J. Alexander, die Knochen des Pferdes dem United States National Museum. Das Skelett wurde exhumiert und von Professor N. A. Ward präpariert und befindet sich heute im National Museum of American History im Behring Center, wo es unter der Katalognummer 16020 geführt wird.
Eine Bronzestatue Lexingtons, die Gwen Reardon nach Fotografien und dem Skelett des Pferdes gestaltete, steht im Thoroughbred Park in Lexington.
Lexington gehörte zu den ersten Pferden, die 1955 im National Museum of Racing und der Hall of Fame Aufnahme fanden.